# Pliomelaena biseta
Pliomelaena biseta är en tvåvingeart som beskrevs av Wang 1996. Pliomelaena biseta ingår i släktet Pliomelaena och familjen borrflugor. Inga underarter finns listade i Catalogue of Life.